# Mareil-en-Champagne
Mareil-en-Champagne és un municipi francès situat al departament del Sarthe i a la regió de País del Loira. L'any 2007 tenia 319 habitants.

## Demografia

### Població
El 2007 la població de fet de Mareil-en-Champagne era de 319 persones. Hi havia 116 famílies de les quals 21 eren unipersonals (4 homes vivint sols i 17 dones vivint soles), 33 parelles sense fills, 50 parelles amb fills i 12 famílies monoparentals amb fills.
La població ha evolucionat segons el següent gràfic:
Habitants censats

### Habitatges
El 2007 hi havia 145 habitatges, 119 eren l'habitatge principal de la família, 17 eren segones residències i 9 estaven desocupats. 143 eren cases i 2 eren apartaments. Dels 119 habitatges principals, 101 estaven ocupats pels seus propietaris i 19 estaven llogats i ocupats pels llogaters; 4 tenien dues cambres, 13 en tenien tres, 32 en tenien quatre i 70 en tenien cinc o més. 98 habitatges disposaven pel capbaix d'una plaça de pàrquing. A 48 habitatges hi havia un automòbil i a 66 n'hi havia dos o més.

### Piràmide de població
La piràmide de població per edats i sexe el 2009 era:
| Homes | Edats   | Dones |
| ----- | ------- | ----- |
| 0     | 95 o +  | 0     |
| 0     | 90 a 94 | 0     |
| 0     | 85 a 89 | 4     |
| 0     | 80 a 84 | 4     |
| 8     | 75 a 79 | 8     |
| 12    | 70 a 74 | 4     |
| 4     | 65 a 69 | 12    |
| 0     | 60 a 64 | 0     |
| 8     | 55 a 59 | 0     |
| 12    | 50 a 54 | 16    |
| 8     | 45 a 49 | 4     |
| 8     | 40 a 44 | 8     |
| 4     | 35 a 39 | 8     |
| 20    | 30 a 34 | 12    |
| 8     | 25 a 29 | 8     |
| 0     | 20 a 24 | 12    |
| 16    | 15 a 19 | 0     |
| 8     | 10 a 14 | 16    |
| 4     | 5 a 9   | 16    |
| 16    | 0 a 4   | 0     |

## Economia
El 2007 la població en edat de treballar era de 196 persones, 154 eren actives i 42 eren inactives. De les 154 persones actives 144 estaven ocupades (84 homes i 60 dones) i 10 estaven aturades (4 homes i 6 dones). De les 42 persones inactives 19 estaven jubilades, 12 estaven estudiant i 11 estaven classificades com a «altres inactius».

### Ingressos
El 2009 a Mareil-en-Champagne hi havia 122 unitats fiscals que integraven 334,5 persones, la mediana anual d'ingressos fiscals per persona era de 16.756 €.

### Activitats econòmiques
Dels 13 establiments que hi havia el 2007, 1 era d'una empresa alimentària, 1 d'una empresa de construcció, 6 d'empreses de comerç i reparació d'automòbils, 1 d'una empresa d'hostatgeria i restauració, 2 d'empreses immobiliàries, 1 d'una empresa de serveis i 1 d'una empresa classificada com a «altres activitats de serveis».
Dels 3 establiments de servei als particulars que hi havia el 2009, 1 era un taller d'inspecció tècnica de vehicles, 1 fusteria i 1 perruqueria.
Dels 6 establiments comercials que hi havia el 2009, 2 eren supermercats, 2 grans superfícies de material de bricolatge, 1 una sabateria i 1 una floristeria.
L'any 2000 a Mareil-en-Champagne hi havia 11 explotacions agrícoles que ocupaven un total de 432 hectàrees.

## Poblacions més properes
El següent diagrama mostra les poblacions més properes.